# Traje pasiego

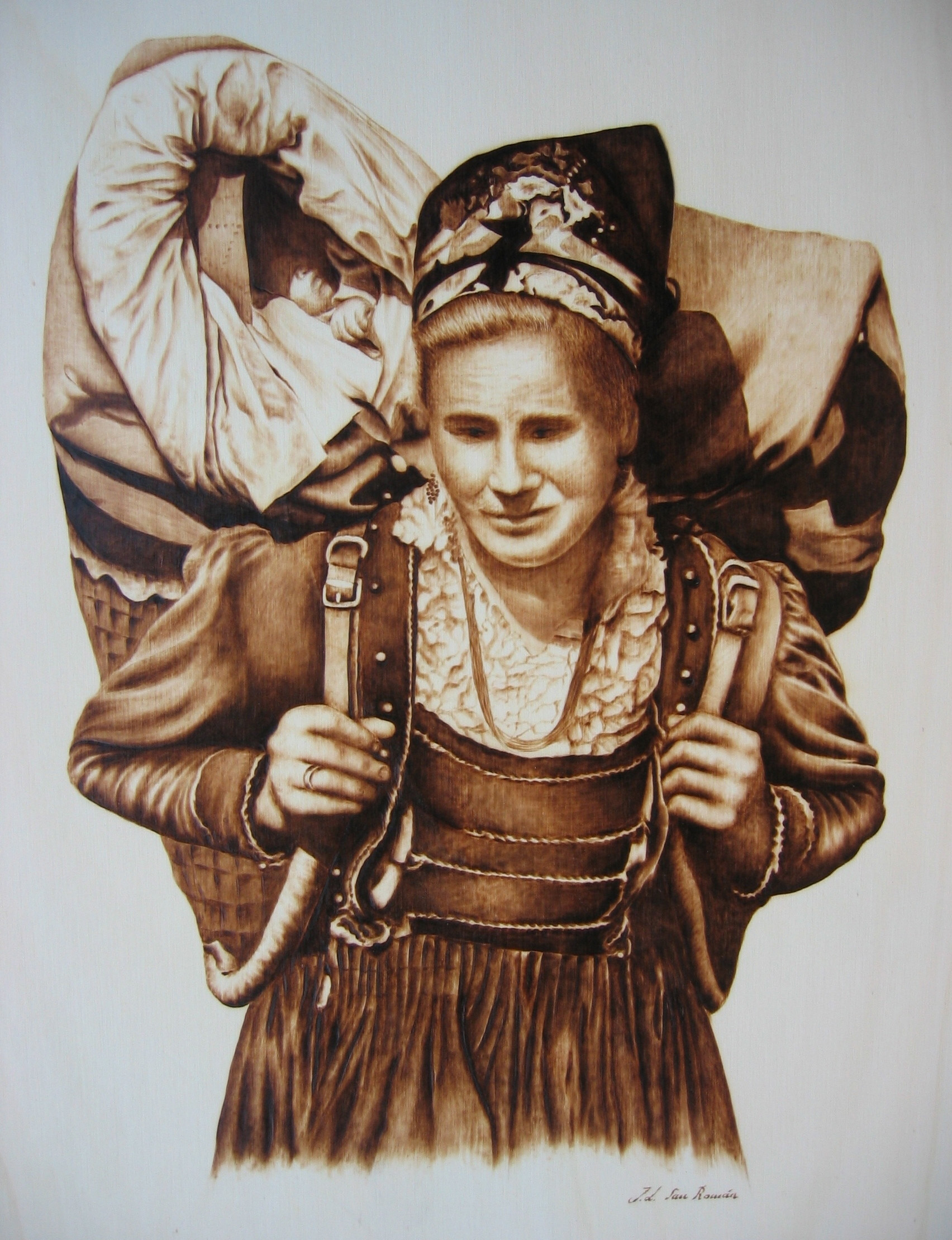
Mujer pasiega con el cuévano niñeru.

El uso del traje pasiego tradicional se extendió por todo el territorio que comprende los valles Pasiegos en Cantabria, España. El traje utilizado por pasiegos y pasiegas para fiestas y ceremonias a lo largo de todo el siglo XIX se considera el mejor documentado de toda Cantabria. La vestimenta tanto femenina como masculina lleva consigo unos aditamentos inseparables sin los cuales no se concibe que el traje esté completo. Estos complementos son el «palanco» (palancu) para el hombre y el «cuévano niñero» (niñeru) para la mujer.
Las mujeres jóvenes pasiegas cuya economía se apoyaba en el oficio de ama de cría llevaron sus típicas galas a Madrid y Barcelona —los dos lugares de más demanda— llamando la atención por su porte y elegancia de tal manera que el traje se convirtió en el uniforme de un ama de cría, compitiendo unas familias con otras en lujos de telas, arracadas, cadenas, collares y corales.
En un momento determinado el gentilicio «pasiega» llegó a ser sinónimo de ama de cría.

## Descripción

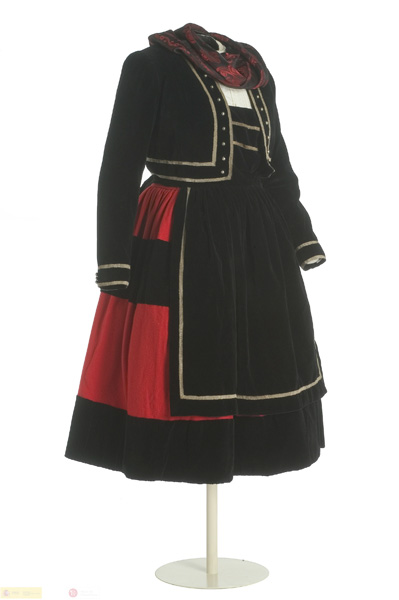
Ejemplar conservado en el Museo del traje de Madrid.

En cada uno de los tres valles pasiegos la mujer vegana, romerala y sanrocana portaba un traje con algunos detalles diferentes unos de otros. La vestimenta comenzaba con una camisa de tela de estopilla muy fina que cubría el cuerpo y llegaba hasta las corvas; estaba fruncida en el cuello donde se sujetaba por delante con dos moneditas de plata como se abrochan los gemelos. Sobre la camisa se ponía un corpiño muy ajustado. La falda consistía en un refajo de estameña —tejido de lana—, con franjas o pegotes de terciopelo. Por encima del refajo iba la saya de paño con muchos pliegues que daban bastante vuelo, que llegaba casi hasta los pies dejando ver unos centímetros de medias casi siempre de color azul. Por encima de esta vestimenta llevaban el delantal, casi tan largo como la falda, engalanado con franjas de terciopelo casi siempre. Encima del corpiño iba una chaquetilla abierta por delante, muy ajustada y corta hasta la cintura, con botonaduras de plata que se hacían a menudo con realines. 
En los pies llevaban chapines —nombre que en Cantabria se daba a un tipo de paño para cubrir el pie— para protegerlos antes de calzar las chátaras o corizas, llamadas así las abarcas cuando estaban hechas de cuero de una sola pieza y eran muy escotadas, cubriendo la planta del pie y algo los laterales, muy parecidas a las vascas; estaban sujetas al empeine y al tobillo con unas correas finas y delgadas.
También adornaban el cuello y el pecho con corales o en su defecto cuentas de vidrio; las orejas se adornaban con las arracadas hechas de realines de plata como las botonaduras y los dedos de las manos con variadas sortijas. El peinado era otra característica de la mujer pasiega que dejaba crecer su cabellera a veces hasta los pies y muy frecuentemente hasta la altura de las rodillas. Peinaban esa gran mata de pelo con una trenza que se escapaba entre el pañuelo llamado bengala o que recogían rodeando la cabeza cuando llevaban a sus espaldas el cuévano niñero.
En el invierno añadían al calzado los barajones,
a modo de esquí o de patín, del tamaño de la albarca que se ajustaba a sus tarugos y que servían para caminar sobre la nieve. Se abrigaban con capas blancas con capucha llamadas capias o capillos, una prenda que se consideraba elemental y que se usaba siempre para las ceremonias y para ir a la iglesia.

Imágenes que describen el texto
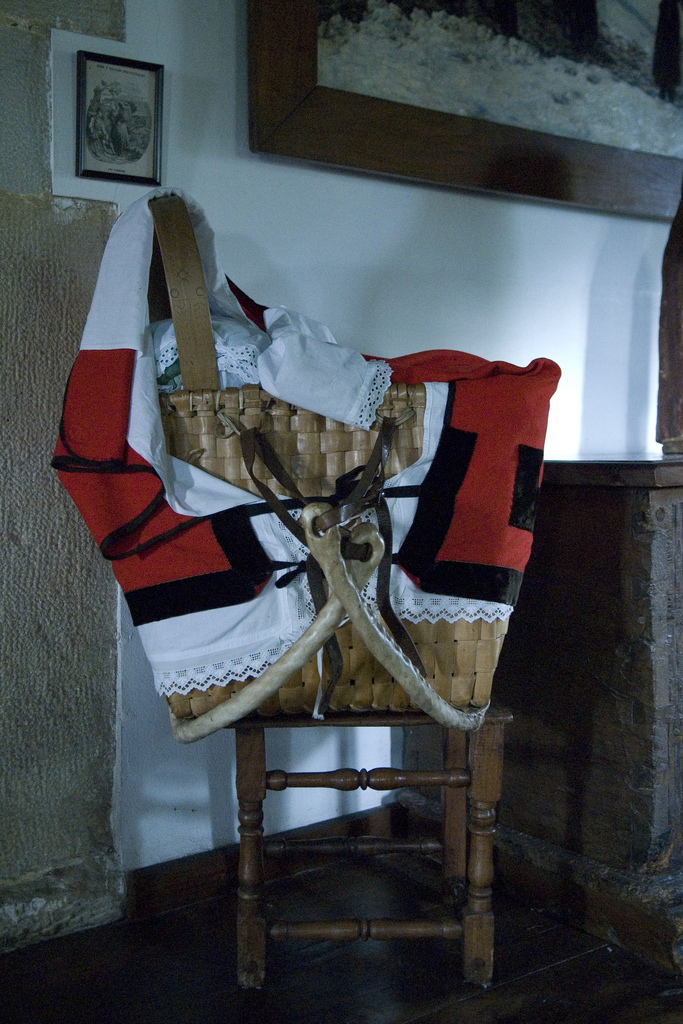
Cuévano niñero de La Vega de Pas.
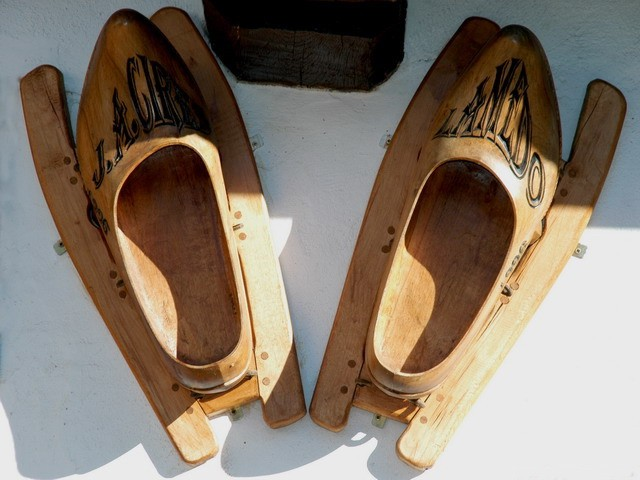
Albarcas con barajones.
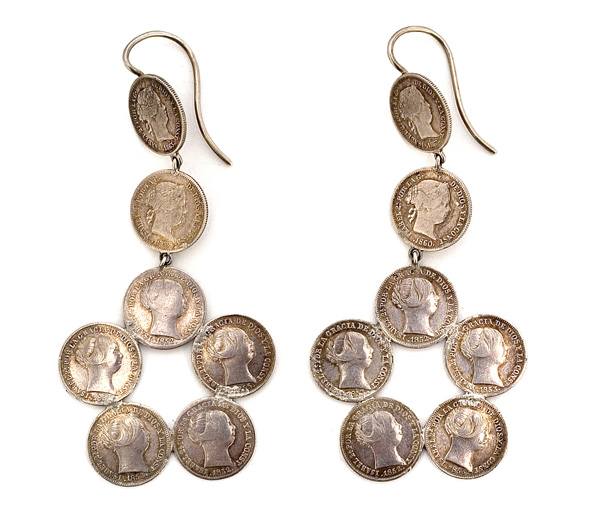
Arracadas de plata.
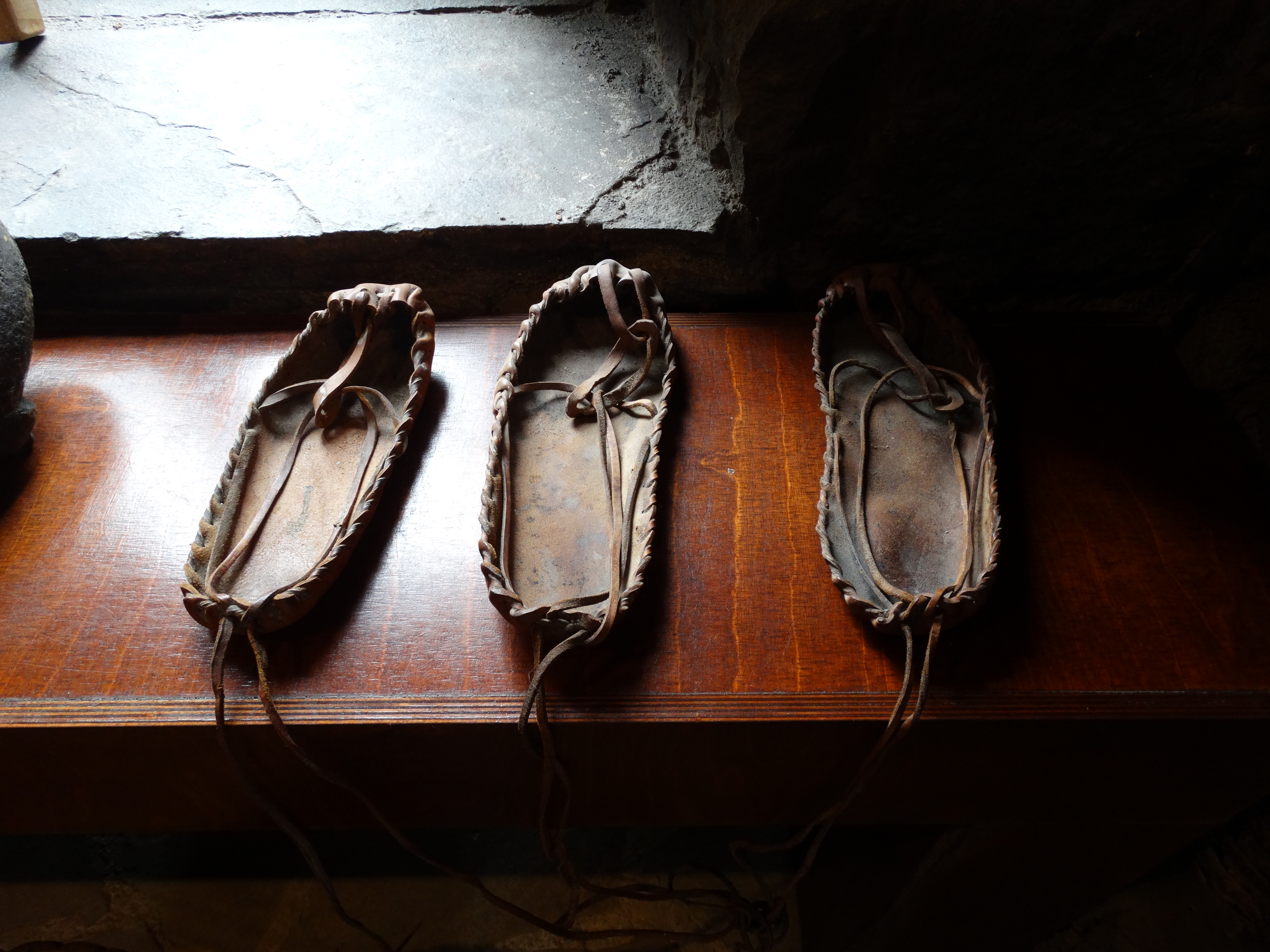
Corizas o chátaras.
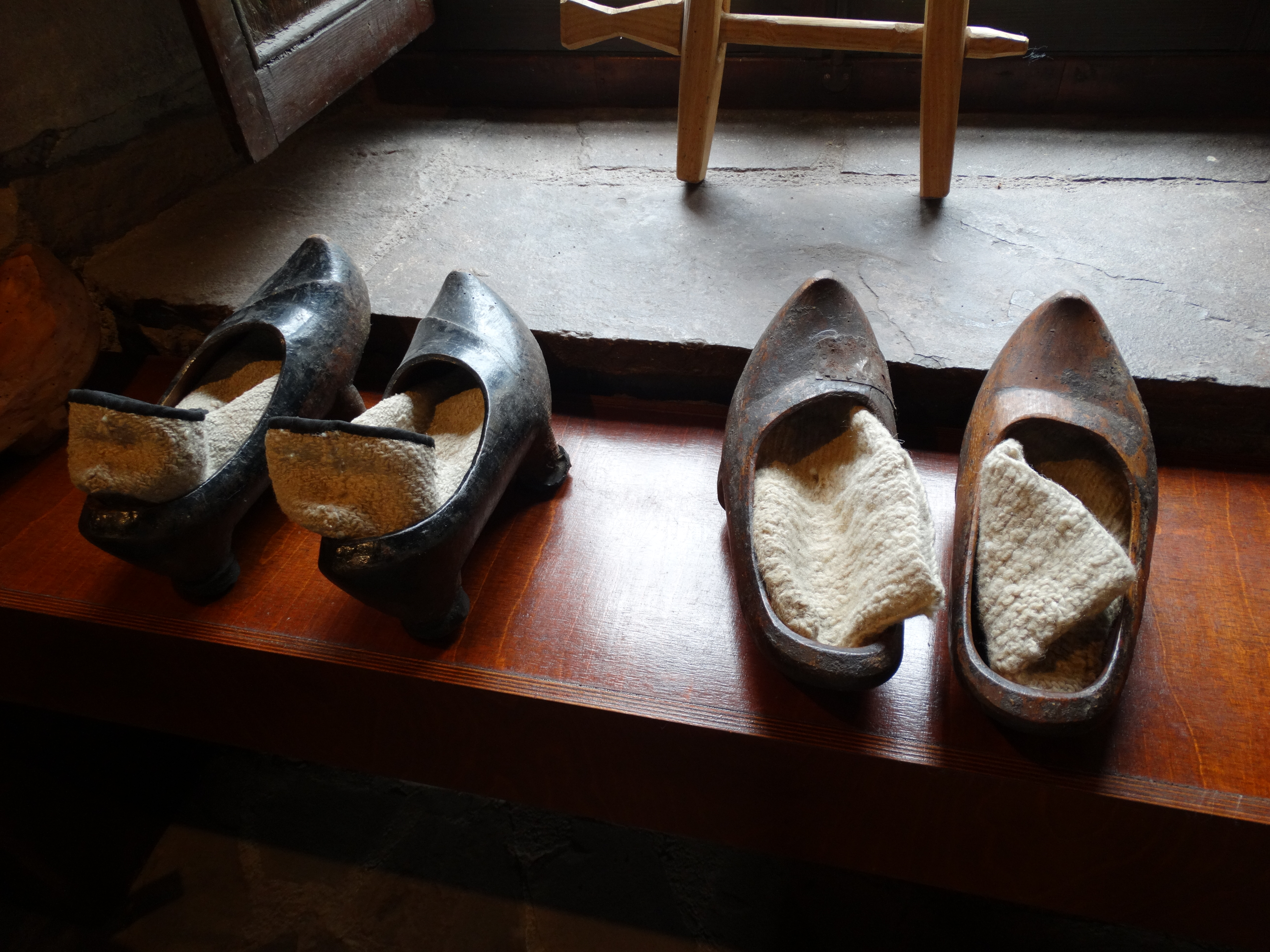
Chapines para cubrir el pie antes de calzar las albarcas

Este traje pasiego que las aldeanas llevaban a las fiestas y bailes se adulteró y se exageró añadiendo puntillas y otros adornos cuando tomaron el oficio de amas de cría y tuvieron que amoldarse al gusto de la burguesía que les contrataba. Aumentaron los adornos en las telas y los aderezos.
Se cambiaron las estameñas por paños más lustrosos adornados con cintas de terciopelo y perifollos. Cambiaron el pañuelo tradicional de la cabeza por una especie de cucurucho y las chátaras por zapato escotado y con tacón. El escritor francés Teófilo Gautier describió lo que observó en uno de sus viajes por España sobre el traje de las pasiegas que se paseaban con las criaturas por el Paseo del Prado de Madrid:

Llevan una falda de paño rojo fruncida con gruesos pliegues y ribeteada con una ancha trencilla, un corpiño de terciopelo negro también ribeteado de oro, y tocado de madrás abigarrado de colores brillantes, todo ello acompañado de alhajas de plata y otros aderezos salvajes.
Théophile Gautier, Viaje a España, 1843

El traje de gala del hombre pasiego lleva una camisa con tirilla en el cuello a caja que se abrocha con dos realines de plata llamados tarines. El calzón o pantalón es de paño y se ajusta por debajo de la rodilla; unos botones de filigrana adornan los laterales de las perneras. Es un calzón de los llamados de trampa, es decir que llevan alzapón (o bragueta) que se sujeta con cuatro botones por lo general de monedas. Lleva dos chalecos superpuestos, el interior es blanco y abrochado y el de fuera es de terciopelo negro o de tapicería a cuadros. Por encima del calzón y el chaleco se coloca la faja o ceñidor, muy larga para que pueda dar varias vueltas a la cintura. Esa faja servía de bolsillo para guardar el pañuelo moquero, la petaca o la bolsa del dinero llamada familiarmente la del pellejo. La faja estaba hecha de estambre y podía ser blanca o de otros colores. La chaqueta era corta y de la misma tela que el calzón y el chaleco, con solapas ribeteadas de trencilla con botonadura de filigrana o de realines, simplemente de adorno porque no se abrochaba sino que se llevaba suelta. Las bocamangas también estaban ribeteadas de trencilla y con botonadura en los laterales de las mangas.

Llevaban medias de algodón generalmente azules y como calzado los escarpines y chátaras. Protegían la cabeza con un pañuelo de color o una montera con copa de cuatro gajos y borlas de seda. Esta montera no podían llevarla hasta llegar a la consideración de mozos.

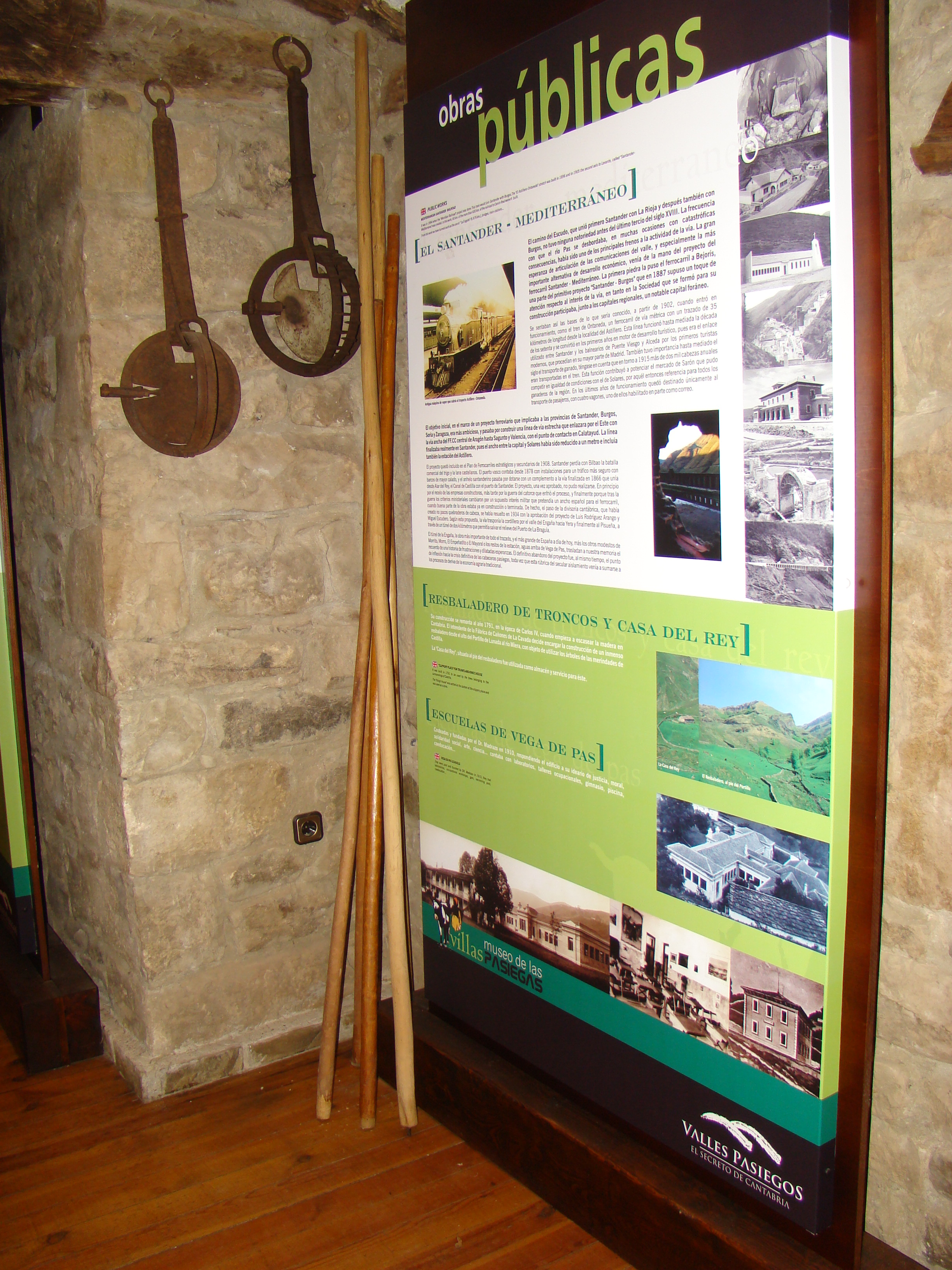
Museo de las Villas Pasiegas. En el rincón se muestran unos palos o palancus pasiegos

 Para las ceremonias se complementaba el traje con una capa redonda de sayal, sin esclavina y con capucha en pico, que llegaba hasta los tobillos. Para el frío los días de diario utilizaban la capa de vaqueru blancuzca y con capuchón.
El complemento importantísimo era el palo llamado palancu, de dos metros hecho con  una vara de avellano recia y derecha. Les servía para avanzar por las cuestas dando saltos, para pasar regatucos, para defenderse de los animales salvajes e incluso para las peleas o aluches. Una copla tradicional dice:

Todos los mozos del Valle Pas
tienen un palo para saltar,
saltan p'alante saltan p'atrás
con mucha fuerza y agilidad,
con mucha fuerza y agilidad,
todos los mozos del Valle Pas.